# هوارد كينت بيرنبوم
هوارد كينت بيرنبوم (بالإنجليزية: Howard Kent Birnbaum)‏ هو خبير بالمعادن ومهندس أمريكي، ولد في 18 أكتوبر 1932 في بروكلين في الولايات المتحدة، وتوفي في 23 يناير 2005.